# オンリー・ラヴ・キャン・ブレイク・ユア・ハート
「オンリー・ラヴ・キャン・ブレイク・ユア・ハート」（Only Love Can Break Your Heart）は、ニール・ヤングが1970年に発表した楽曲。

## 概要
1970年9月19日発売の3作目のアルバム『アフター・ザ・ゴールド・ラッシュ』に収録された。同年10月にシングルカットされ、12月12日から12月19日にかけてビルボード・Hot 100で2週連続33位を記録した。
シングルB面の「バーズ（Birds）」はアルバム収録のものと異なる。ピアノの弾き語りである『アフター・ザ・ゴールド・ラッシュ』のバージョンに対し、シングル・バージョンはクレイジー・ホースの演奏を伴ったバンド・サウンドである。
ジョニ・ミッチェルと別れたグラハム・ナッシュのために書かれた作品だと言われているが、ヤング自身はインタビューなどでは明言を避けている。タイトルは、ジーン・ピットニーの1962年の全米2位のヒット曲「Only Love Can Break a Heart」（邦題：恋の痛手）との類似が指摘されている。

## 別バージョン
- 『The Archives Vol. 1 1963–1972』（2009年6月2日）

クロスビー、スティルス、ナッシュ&ヤングの1970年の未発表ライブ音源。
- 『Live at the Cellar Door』（2013年12月10日）

ニール・ヤングが1970年11月30日から12月2日にかけてワシントンDCで行ったライブの音源。
- 『CSNY 1974』（2014年7月8日発売）

クロスビー、スティルス、ナッシュ&ヤングが1974年に行ったツアーの音源。

## カバー・バージョン
- ジャッキー・デシャノン - 1972年のアルバム『Jackie』に収録。
- エルキー・ブルックス - 1978年のアルバム『Shooting Star』に収録。
- スティーヴン・スティルス - 1984年のアルバム『Right by You』に収録。
- サイキックTV - 1989年のアルバム『The Bridge: A Tribute to Neil Young』に収録。
- セイント・エティエンヌ - 1990年のシングル。
- 高橋幸宏 - 1991年アルバム『A Day In The Next Life』に収録。
- ジュリアナ・ハットフィールド - 2002年のベスト・アルバム『Gold Stars 1992–2002: The Juliana Hatfield Collection』に収録。
- ザ・コアーズ - 2002年のライブ・アルバム『VH1 Presents: The Corrs, Live in Dublin』に収録。
- アン・サリー - 2003年のアルバム『moon dance』に収録。
- グウィネス・ハーバート - 2004年のアルバム『Bittersweet and Blue』に収録。
- ニルス・ロフグレン - 2008年のアルバム『The Loner - Nils Sings Neil』に収録。
- ダミアン・リース - 2008年のアルバム『Catch the Wind - Songs of a Generation』に収録。
- リッキー・リー・ジョーンズ - 2012年のアルバム『The Devil You Know』に収録。
- イダ・サンド - 2015年のアルバム『Young at Heart』に収録。
- ナタリー・インブルーリア - 2015年のアルバム『Male』に収録。
- フローレンス・アンド・ザ・マシーン - 2015年のシングル「Delilah」のB面。
- 原田知世 - 2023年のアルバム『恋愛小説4 〜音楽飛行』に収録。